# Westtor

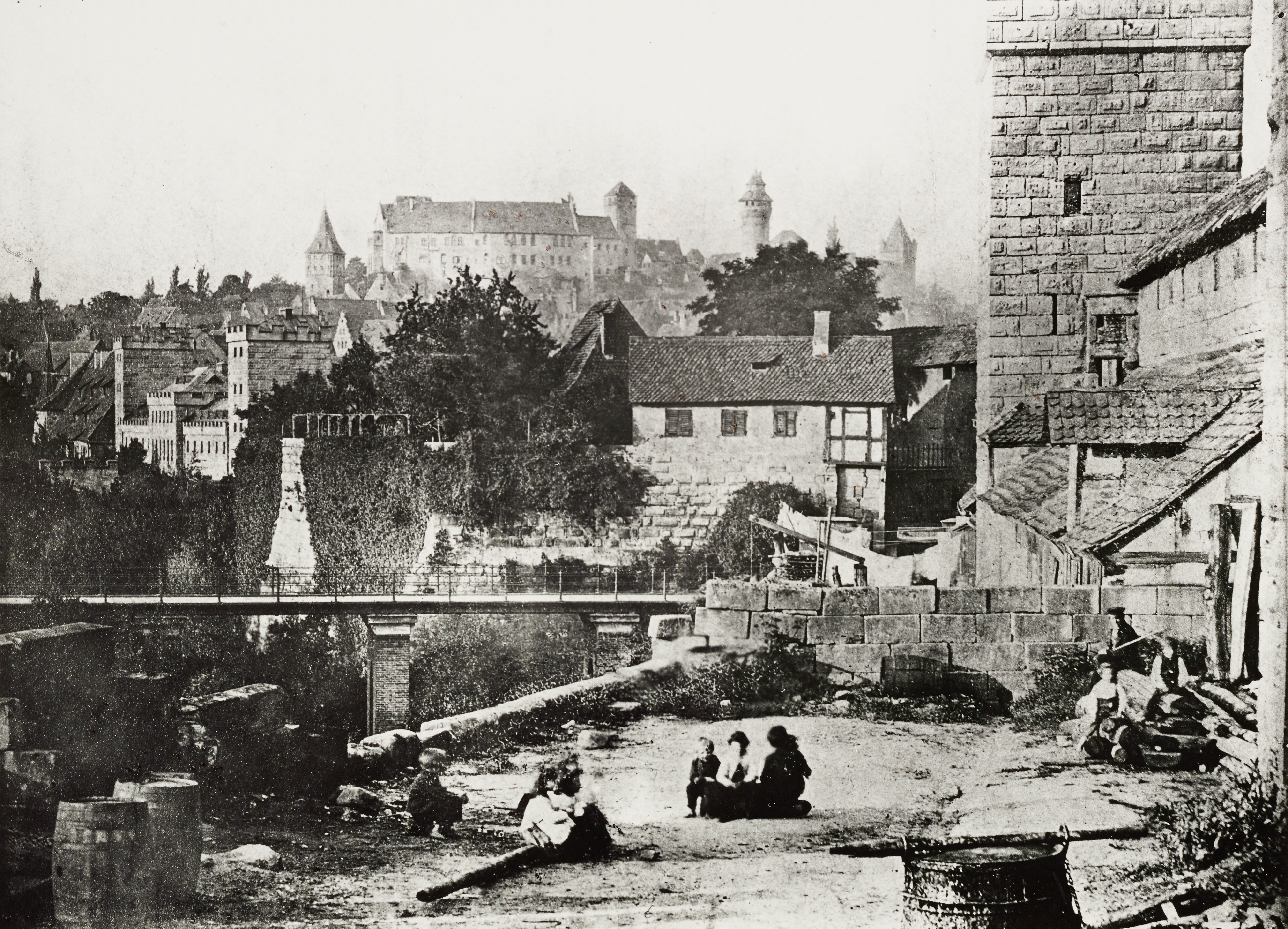
Westtor, 1863

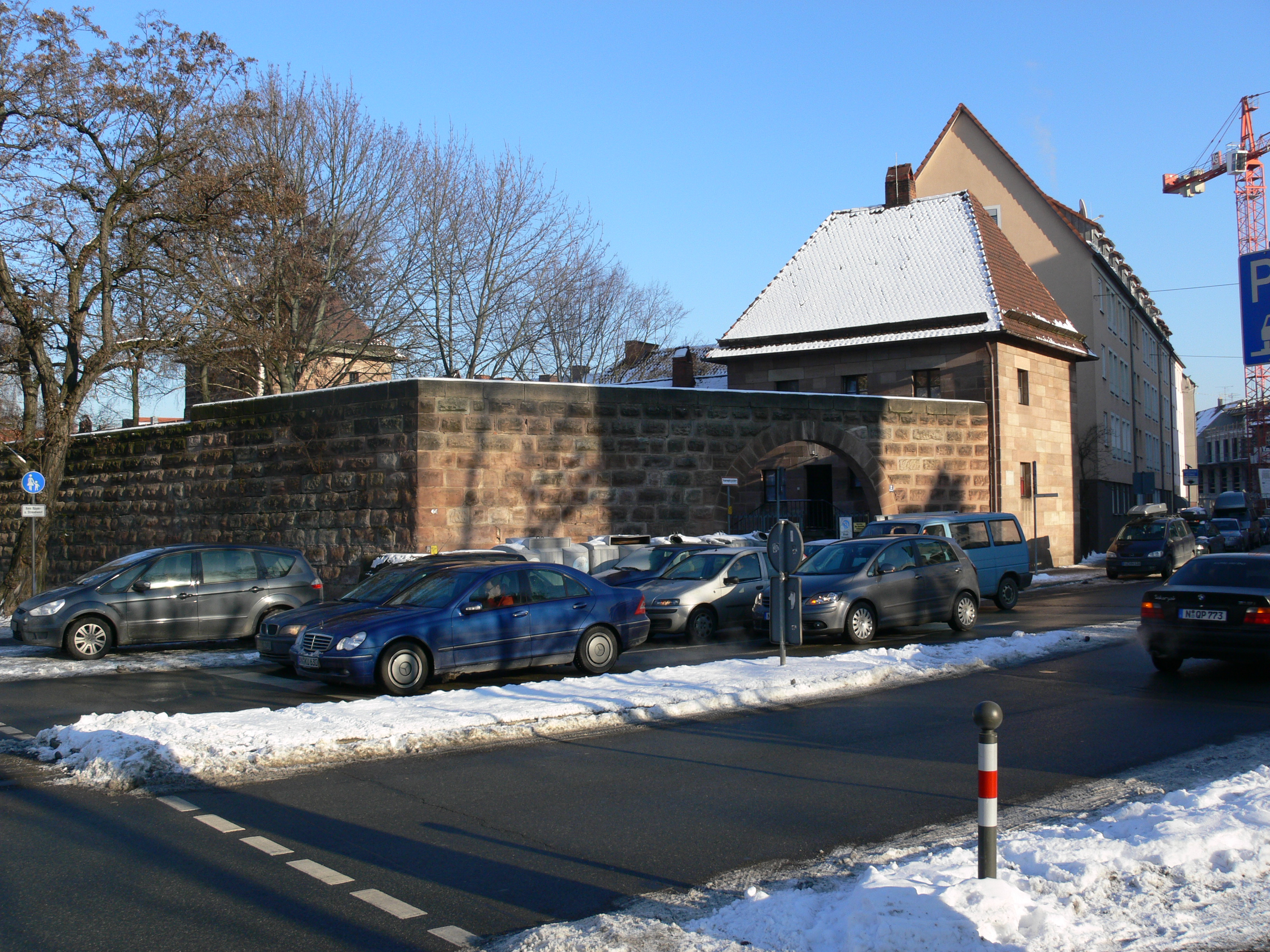
Westtor, Blick von Westen, 2009

Das Westtor ist ein ehemaliges Tor der Nürnberger Stadtmauer. Heute ist an der Stelle des abgegangenen Tors einer der  Hauptzugänge zur westlichen Nürnberger Altstadt.

## Geschichte
Nach dem ehemaligen Wirtshaus Zum Mohrenkopf wurde sowohl die angrenzende Mohrengasse und der benachbarte Mohrenköpfleinszwinger benannt. Zur besseren Anbindung des Westens wurde 1863 der alte Zwingerzugang zu einem Stadttor umgestaltet und zunächst Mohrentor, 1870 dann Westtor genannt. Es führte zum Kontumazgarten.
1879 wurde der Stadtgraben aufgeschüttet und ein Teil der Stadtmauer abgerissen.

## Umgebung
Der Mauerbereich zwischen Westtor und Hallertürlein mit der Hallertorbrücke heißt Westtormauer. Danach wurden die innerhalb der Stadtmauer liegende Gasse Westtormauer, der zur Fronveste führende Zwinger Westtorzwinger und die außerhalb gelegene Hauptverkehrsstraße Westtorgraben benannt. In der Westtormauer sowie im nördlich des Westtores gelegenen Turm „Grünes C“ befindet sich heute ein Wohnheim. Über die nördlich gelegene Pegnitzbrücke (vor der Fronveste) führt zwar die Straße Westtorgraben, die Brücke heißt aber Hallertorbrücke. Südlich des Westtors liegt der Mohrenturm („Grünes B“) mit dem Museum Turm der Sinne.